# 大植武士
大植 武士（おおうえ たけし、1920年12月3日 - 1984年3月31日）は、日本の経営者。リコー社長を務めた。福井県出身。

## 来歴・人物
1943年に神戸商科大学（現神戸大学）を卒業し、同年に湯浅電池に入社。1964年11月にリコーに転じ、常務に就任し、1968年5月に専務を経て、1976年10月に社長に就任した。
1984年3月31日、出張で福岡市に滞在中に心筋梗塞のために死去。63歳没。